# Судинна хірургія
Судинна хірургія — це розділ хірургії, який спеціалізується на захворюваннях судин а саме на їх малоінвазивному (з використовуванням катетера) та оперативному лікуванні. Судинна хірургія потрібна для лікування як вроджених так і набутих захворювань судин: атеросклерозу (найрозповсюдженіша хвороба, що має відношення до судинної хірургії), артеріїту, флебіту, пухлинних утворень різних розмірів та розташування, аневризми аорти (розшарування аорти, що призводить до її випинання), варикозного розширення вен, тромбозу, стенозу, емболії та ін..
Великий підрозділ С.Х. Ендоваскулярна хірургія (рентгенохірургія, інтервенційна кардіологія та інтервенційна радіологія) — хірургічні втручання, які проводяться на кровоносних судинах наскрізьшкірним доступом під контролем методів променевої візуалізації з використанням спеціальних інструментів.

## Історія
Це відносно молодий напрям сучасної хірургії. Спочатку ендоваскулярна техніка створювалась виключно для діагностичної мети. Однак отримання феноменальних результатів лікування дозволило цьому напрямку зайняти відокремлену нішу в сучасних медичних технологіях лікування. Завдяки досягненням ендоваскулярної хірургії з'явилися такі альтернативи традиційної хірургії як коронарне шунтування, каротидна ендартеректомія, стентування аневризм.

## Типи судин
Всі судини можна поділити на три види: приносні — артерії; виносні — вени і обмінні — мікроциркуляторне русло. В залежності від функції тієї чи іншої судини розрізняють розбіжності в їх будові.
- Стінка артерій має три шари: зовнішній (адвентиція), середній (м'язовий) і внутрішній (ендотеліальний). Еластичні артерії (аорта, плечоголовний стовбур, сонні і підключичні артерії) мають високий кров'яний тиск, тому що в них зберігається тиск приблизно рівний систолічному, тобто одразу після викиду крові з лівого шлуночка в аорту, тиск від центру до периферії поступово зменшується, тому скорочення м'язів м'язових і змішаних артерій посилюється. Це сприяє проштовхуванню крові від артерій до артеріол, прекапілярів, капілярів і вену[1].
- По венах кров рухається внаслідок дії інших чинників: присмоктуючої дії серця і грудної клітини, проштовхування крові з артеріальної системи в венозну та скорочення м'язів кінцівок. Тиск в венах поступово знижується, може сягати нуля або навіть ставати від'ємним. Тому вени мають добре розвинутий клапанний апарат, який запобігає зворотному руху крові. Стінки вен більш еластичні і також мають тришарову будову[1], але шари не так чітко відмежовані, як в артеріях. Середній шар складається з м'язових волокон, розташованих у вигляді окремих пучків, які доходячи до верхньої порожнистої вени майже повністю зникають[1].
- До складу мікроциркуляторного русла (МЦР) входять артеріоли, прекапіляри (прекапілярні артеріоли), гемокапіляри, посткапіляри (посткапілярні венули) і венули. На рівні капілярів здійснюється обмін між кров'ю та тканинами. Артеріоли, які мають в своїй стінці клітини гладкої мускулатури, своїми скороченнями та розслабленнями регулюють потік крові до капілярів[1][2].

### Колатералі можна поділити на декілька груп
- Навколосудинне русло, при якому обхідний кровообіг підсилюється за рахунок дрібних судин стінок артерій і вен
- Артеріо-венозні анастомози через які кров не проходячи по капілярам продовжує свій шлях
- Основні внутрішньо та міжсистемні анастомози артерій, які беруть участь у васкуляризації (утворення нових судин) окремих ділянок.

## Типи операцій
Всі операції при захворюваннях і пошкодженнях судин можна поділити на чотири групи:
- Операції, що ведуть до закриття просвіту судин (перев'язки)
- Операції, спрямовані на відновлення прохідності судин (шунтування, стентування)
- Паліативні операції (не направлені на повне позбавлення від хвороби, але полегшує стан пацієнта при смертельних хворобах, або перед операціями)
- Операції на нервах, які іннервують судини

### Ендоваскулярна хірургія
Сутність методу
Головною особливістю ендоваскулярної хірургії є те, що всі втручання проводяться без розрізів — через пункцію, невеликі проколи на шкірі (інструментом 1-4 мм в діаметрі) під рентгенівським (агіографічним) або УЗД (рідше) контролем в спеціальній операційній. Втручання виконують лікарі-рентгенохірурги або ендоваскулярні хірурги-спеціалісти, які володіють кваліфікацією хірургів та рентгенологів одночасно і спроможні працювати зі складною медичною апаратурою. У більшості випадків для виконання ендоваскулярного втручання не потребується наркоз, виконується тільки місцеве знеболення в точці пункції (прокол судини). Це дозволяє виконати втручання навіть пацієнтам з тяжкими супутніми захворюваннями, яким протипоказано традиційне хірургічне лікування. Так як після втручання не залишається післяопераційної рани та швів, у більшості випадків пацієнти можуть виписатися зі стаціонару через 1-3 дні після операції. Операційний ризик, больовий синдром, час відновлення, в порівнянні з традиційною хірургією, суттєво знижені.
Типи втручань
- Балонна ангіопластика
- Стентування
- Установлення внутрішньо судинних фільтрів
- Емболізація( у тому числі Хіміоемболізація)
- Тромбектомія, різновиди (видалення тромбу)
- Адресне введення лікарських речовин

Область застосування
- Кардіологія (ішемічна хвороба серця, гострий інфаркт міокарда).
- Нейрохірургія (аневризма, мальформація, фістула, атеросклероз, тромбоз).
- Судинна хірургія (облітеруючий атеросклероз, оклюзії периферичних артерій, тромбоемболія легеневої артерії, абдомінальний ішемічний синдром).
- Гепатологія (цироз печінки, первинний та метастатичний рак печінки).

Також ендоваскулярна методика використовується при лікуванні захворювань крові, вазоренальній гіпертензії, фіброміомі матки, аденомі простати и багатьох інших захворюваннях, які до недавнього часу лікувалися за допомогою хірургічного втручання.
Добре зарекомендували себе такі методи ендоваскулярної хірургії як балонна англіопластика та імплантація ендопротезу (стента)- стентування, емболізація та установка інших (окрім стентів) внутрішньосудинних пристроїв. Метод балонної ангіопластики та стентування дозволяє відновити прохідність звужених або закупорених судин, що являє собою основну причину таких захворювань як ішемічна хвороба серця, атеросклероз нижніх кінцівок та ін. Емболізація, навпаки, використовується для оклюзіювання (закупорки) судин. Цей метод широко використовується в лікуванні хворих з кровотечами різної локалізації, в лікуванні варикоцеле, тазового варикозу, міом матки, сидрому портальної гіпертензії, в комплексному лікуванні пухлин. Установлення внутрішньосудинних пристроїв (кава-фільтрів, стент-фільтрів та ін.) є ефективним методом лікування при ряді захворювань або профілактиці ускладнень.

## Загальна техніка виконання
Операційний доступ до судин здійснюють пошаровим розтином тканин, керуючись проєкційними лініями артеріальних стовбурів. Прямий доступ до судин найкоротший. Однак, часто судинно-нервові пучки побудовані таким чином, що по проєкційні лінії артерій перекриті нервовими стовбурами і під час прямого доступу можна їх легко пошкодити. Тому в таких випадках доступ здійснюють не по проєкційній лінії, а відступають від неї на 1-2 см, тобто здійснюють його обхідним шляхом. З обхідного доступу перев'язують(«лігують») пахвову і плечову артерії на верхній кінцівці, підколінну і задню гомілкову артерії в середній третині на нижній кінцівці.
Під час перев'язки судини відбувається припинення кровотоку в даній ділянці, але він відновлюється за допомогою колатералей (боковий, окольний потік крові, що здійснюється по бічних судинах).

## Судинний шов
Для накладання судинного шва, як і в хірургії загалом, застосовують шов. проте, є певні особливості, наприклад використовують спеціальні голкотримачі та атравматичні голки з тонкими нитками. Також такий шов має забезпечувати «герметичність» при накладанні.
За технікою виконання:
- Вузлуватий шов
- Безперервний шов
- Безперервний матрацний шов

Вузлуватий шов накладається за допомогою накладання по краю судини окремих стібків. Такі шви застосовуються в дитячій хірургії, тому що вони не обмежують ріст судини в діаметрі.
Безперервний шов: його можна використовувати при поздовжніх лінійних пораненнях. Просвіт судини не можна звужувати більше, ніж на 1/3.
Безперервний матрацний шов: використовують при неповних поздовжніх або клаптевих ранах судини, підкріплюючи його стібками вузловатого або П-подібного шва.
За місцем з'єднання:
- Кінець в кінець
- Кінець в бік
- Бік в бік

Кінець в кінець: спочатку накладаються П-подібні шви, що стримують кінці судини, при натягуванні яких утворюється трикутний обрис. В проміжках між фіксувальними швами стінку судини зшивають частими стібками вузлового або неперервного швів.

### Основні правила накладання шва
- Кінці судин, що зшиваються, повинні дотикатися одна з одною гладкою внутрішньою поверхнею. Виступаючі стібки шва можуть травмувати внутрішню оболонку судин.
- Для попередження тромбоутворення шовний матеріал не повинен вдаватись у просвіт судин, або його контакт із струменем крові повинен бути мінімальним.
- Шов мусить герметизувати судини, але він не повинен їх звужувати.